# Someone, Somewhere
«Someone, Somewhere» —en español: «Alguien en Algún Lugar»— es una canción interpretada por la banda Asking Alexandria. Fue lanzada como segundo sencillo de su tercer álbum de estudio Reckless and Relentless.

## Composición
Danny publicó en su muro de Facebook sobre el significado de Someone, Somewhere debido a la confusión de los fanes sobre las letras de la canción:
"Hey chicos, hemos lanzado tres canciones del nuevo disco y ha habido mucha confusión con respecto a las letras. Para resolver sus dudas les mostrare su significado.
Someone, Somewhere es la primera vez que he tenido el coraje de abrirme realmente en una canción. Aunque mi música siempre ha sido honesta, nunca ha mostrado una emoción completa sin censura hasta ahora. Siempre he sido muy cerrado a la hora de hablar de mis sentimientos y abrirme. Creo que es mi defecto más grande como persona.
Esta canción está dividida en cuatro partes; la primera estrofa es para mi abuelo, el cual falleció antes de que me mudara a Estados Unidos para formar parte de lo que es hoy Asking Alexandria, fue un gran hombre y realmente nunca he hablado de ello.
La segunda estrofa es para mis padres y mi familia, con los que el contacto es escaso, yo no soy, nunca he sido y probablemente nunca seré cercano a ellos. No hay un sentimiento o una conexión, pero les hice pasar un infierno los 16/17 años que viví con ellos.
La tercera estrofa es para Ben, mi guitarrista y mi mejor amigo. El me salvó del infierno en el que estaba y me trajo al infierno en el que estoy ahora. No hay mucho cambio excepto que ahora cobro mucho y soy famoso. Él fue la razón por la que hago lo que hago. Él es mi compañero en el crimen y lo será hasta que muera!.
Por último, el estribillo. Una reflexión positiva pero sin embargo dolorosamente triste de mi realidad. Incluso cuando estoy en lo peor, con una botella en mi mano, una raya en mi nariz y una aguja en mi brazo, sé que hay alguien en alguna parte que me quiere y me apoya.
Estaba muy colocado cuando la escribí y la grabe y me sorprendió gratamente mi competencia vocal, considerando que apenas podría sostenerme en pie".

## Personal
La canción fue grabada con el siguiente personal:
Asking Alexandria
- Danny Worsnop - voz
- Cameron Liddell - guitarra rítmica
- Ben Bruce - guitarra principal
- James Cassells - batería
- Sam Bettley - bajo

- Datos: Q16635537